# Lý Mỹ
Lý Mỹ là một nhân vật người Việt gốc Hoa, làm đoàn viên Đoàn Thanh niên Cộng sản Hồ Chí Minh. Cô được biết đến khi từng tham gia ủng hộ chính quyền Cộng hòa xã hội chủ nghĩa Việt Nam trong sự kiện Cải tạo kinh tế miền Nam, nạn kiều năm 1978, và Chiến tranh biên giới Việt–Trung năm 1979. Lý Mỹ đã được báo chí tuyên truyền ca ngợi như là tấm gương thanh niên tiêu biểu qua những trang nhật ký của cô được đăng lên một cách nổi bật trên các báo Tuổi Trẻ, Tiền phong,... Cuộc đời Lý Mỹ và những tiết lộ về gia cảnh cô sau này đã được đưa vào tác phẩm Bên thắng cuộc của nhà báo Osin Huy Đức, xuất bản tại Hoa Kỳ năm 2012.

## Các sự kiện

### Cải tạo kinh tế Thành phố Hồ Chí Minh 1978
Trong chiến dịch cải tạo thương nghiệp tại Thành phố Hồ Chí Minh (gọi tắt là "Chiến dịch X-3") năm 1978, một trong những đối tượng chính mà chính quyền mới nhắm đến là nhóm người Hoa, dựa trên thực tế giới thương nhân Hoa kiều kiểm soát phần lớn kinh tế trong Nam và gây ra những đe dọa với Việt Nam khi đang ở thời kỳ leo thang căng thẳng với Trung Quốc. Nhiều gia đình gốc Hoa giàu có đã bị liệt vào diện "cải tạo tư sản"; họ bị bất ngờ tịch thu tài sản một cách đồng loạt bởi chính quyền và bị quốc hữu hóa tài sản. Một bộ phận người Hoa bị tù đày hoặc làm thuyền nhân di tản ra nước ngoài, trong khi số ở lại phải đi lao động vùng kinh tế mới. Xuyên suốt chiến dịch này, nhiều phương thức đấu tranh giai cấp từ thời Cải cách ruộng đất miền Bắc đã được chính quyền cách mạng áp dụng một cách bài bản hơn, trong số đó có việc sử dụng cả tiếng nói của chính những con em trong các gia đình tư sản, cả người Hoa, để "đánh tư sản mại bản".
Ngay từ tháng 9 năm 1975, Đoàn Thanh niên Cộng sản Hồ Chí Minh đã đăng những bài phỏng vấn các học sinh, sinh viên người Hoa thuộc gia đình tư sản về vấn đề cải tạo kinh tế lên báo Tuổi Trẻ. Nổi bật, Lý Mỹ – một nữ sinh lớp 10 trường cấp ba Trần Khai Nguyên – đã xuất hiện trên tờ báo lần đầu, số ra ngày 14 tháng 9 năm 1975, như một hình mẫu thanh niên tiêu biểu trong việc ủng hộ chính quyền cải tạo tư sản. Cô xuất thân là một đoàn viên lớn lên từ trong Thành đoàn, được truyền cảm hứng bởi nhà văn Pavel Korchagin cùng lý tưởng cộng sản và những lý luận về kinh tế của Marx. Sau này, ý kiến của cô được chuyển thành dạng viết nhật ký rồi được trích đăng lại lên Tiền phong, Tuổi Trẻ,... Nhìn chung, quan điểm của thế hệ thanh niên cách mạng người Hoa khi này phân định rõ việc đánh tư sản ở đây là đánh "bọn gian thương" và cho rằng chiến dịch sẽ giúp "ổn định đời sống nhân dân"; Lý Mỹ cũng không ngoại lệ. Từ tháng 6 năm 1977, khi chiến dịch chưa diễn ra, cô sớm đã thuyết phục cha mẹ mình nghe theo chủ trương của đảng và từng nói với mẹ mình rằng "Sống như vậy con thấy phi pháp quá".
Ngày 23 tháng 3 năm 1978, chiến dịch cải tạo tư sản chính thức bắt đầu. Lý Mỹ – đương là học sinh lớp 12 – được ghi nhận đã tiên phong dẫn các đồng chí thanh niên tại trực chốt tuần tra vào tận trong nhà và chỉ ra những chỗ cha mẹ cô đang cố giấu tài sản. Gia đình của Lý Mỹ khi này đang làm chủ một cửa hàng kinh doanh vải lớn tại số nhà 531A đường Cách mạng tháng Tám, Thành phố Hồ Chí Minh. Từng hành động, lời nói của cô trong việc thuyết phục cha mẹ kê khai tài sản đã được tờ Tuổi Trẻ tường thuật một cách cặn kẽ, chi tiết. Sau khi toàn bộ gia sản của gia đình cô bị kê biên, Lý Mỹ bảo mẹ mình đi ngủ để làm nốt báo cáo cùng với toán công tác cải tạo tại khu phố. Nhờ thành tích này, Lý Mỹ được hàng loạt các tờ báo từ trung ương là Nhân Dân đến địa phương lên bài khen ngợi và nhận về hàng loạt thư hỏi thăm, ngưỡng mộ từ các đoàn viên khác khắp cả nước. Trong trang nhật ký ghi ngày 25 tháng 4 năm 1978, cô bày tỏ sự phấn khởi, vui sướng vì "đã đấu tranh, đã thực hiện được lý tưởng, ước mơ của mình".

### Chiến tranh biên giới 1979
Sau này, Lý Mỹ còn xuất hiện một lần nữa trên báo Tuổi Trẻ số ra ngày 1 tháng 3 năm 1979, trong giai đoạn Chiến tranh biên giới Việt–Trung đang đi vào hồi căng thẳng. Bài báo có tựa đề "Lý Mỹ trước nỗi đau lớn nhất", thuật lại diễn biến cảm xúc của cô qua những trang nhật ký sau khi xem truyền hình báo tin xung đột ở biên giới Việt Nam–Trung Quốc. Cô bày tỏ sự căm giận và ghê rợn trước những tội ác của Trung Quốc, đồng thời thể hiện sự sôi sục muốn ra chiến trường để bảo vệ tổ quốc. Ở cuối nhật ký, cô viết: "Lý Mỹ ơi, ráng học cho đàng hoàng, bao nhiêu người đang thương mến và trông chờ nơi Lý Mỹ đó!".

## Cuộc sống sau đó
Sau khi tài sản bị chính quyền tịch thu, gia đình Lý Mỹ đã lên ý định vượt biên sang nước ngoài. Kế hoạch này dẫn đến những mâu thuẫn trong cô giữa việc đi và ở, khi lúc này Lý Mỹ đã là sinh viên năm nhất khoa Lý tại trường Đại học Sư phạm Thành phố Hồ Chí Minh. Tại nhật ký của cô đăng lên báo ngày 8 tháng 6 năm 1978, Lý Mỹ tiết lộ việc bố mình là ông Lý Tích Chương tuyên bố "sẽ đi kinh tế mới", nhưng thực chất là tìm cách đào thoát. Trước đó, ông Lý Tích Chương cùng những người Hoa khác đã bị công an ập đến bắt khi đang nằm tại bệnh viện Saint-Paul, trong lúc Lý Mỹ sang Cuba một tháng tham dự Liên hoan Thanh niên Thế giới. Ông bị giam đúng một tháng, và chỉ được thả khi Lý Mỹ về Việt Nam rồi được nguyên Chủ tịch Ủy ban nhân dân Thành phố Hồ Chí Minh Mai Chí Thọ dẫn tới thăm gặp. Đây là nguyên do chính dẫn đến việc gia đình Lý Mỹ sau này quyết định bỏ đi.
Ngày 19 tháng 11 năm 1978, gia đình Lý Mỹ đã rời Việt Nam theo phương thức II, tức là nộp tiền vàng cho chính quyền để mua hoặc được đóng thuyền cho đi. Khi cha mẹ thuyết phục theo cùng, Lý Mỹ đã từ chối mà quyết định ở lại thành phố một mình mà không có sự hỗ trợ từ người thân. Ngoài việc không quen với cuộc sống ở một đất nước khác, sau này cô cũng tiết lộ việc được những người trong đoàn thanh niên kêu gọi ở lại, bao gồm bí thư thành đoàn Phạm Chánh Trực, ông Mai Chí Thọ, bạn trai cô, "đồng chí" và những bạn bè người Hoa khác, bởi hình tượng của cô khi đó có sức ảnh hưởng lớn tới giới thanh niên và việc Lý Mỹ vượt biên thì thần tượng do Thành đoàn dựng lên ấy sẽ "sụp đổ". Nhưng chỉ sau khi gia đình rời đi vài ngày, ngôi nhà nơi gia đình cô sống đã bị chính quyền tịch thu trong sự bất ngờ của Lý Mỹ. Khi yêu cầu sự trợ giúp từ ông Mai Chí Thọ và những người xung quanh, Lý Mỹ đã không nhận được bất kỳ một hỗ trợ cụ thể nào mà là lời động viên "lý tưởng đoàn không cần tài sản". Trong suốt những năm sau đó, cô đệ đơn lên chính quyền tìm cách xin lại căn nhà cha mẹ để lại nhưng không thành. Để tốt nghiệp đại học và trả tiền nợ, cô phải làm bồi bàn ở một tiệm cà phê. Cuối cùng vào năm 1985, Lý Mỹ được nhà nước cấp cho một căn nhà khác ở Quận 5.
Theo ghi nhận của cuốn Bên thắng cuộc, sau 1985, Lý Mỹ đã nhận 10 lượng vàng từ cha mẹ để lại cho cô trước khi rời đi, từ một người thân tín với ông Lý Tích Chương. Cô cũng nhận được tin gia đình đã thành công xin tị nạn sang Úc, nhưng bố cô thì qua đời sau một trận bệnh tại trại tị nạn ở Malaysia. Khi Việt Nam bước vào giai đoạn Đổi Mới, Lý Mỹ đã cưới chồng là họa sĩ Nguyễn Văn Vinh rồi dùng số tiền trên để khởi nghiệp. Tính đến năm 2013, cô và chồng là chủ sở hữu của bốn công ty kinh doanh trong lĩnh vực truyền thông và xuất nhập khẩu tại Việt Nam.